# Ierse Republiek
De Ierse Republiek (Engels: Irish Republic, Iers: Poblacht na hÉireann / Saorstát Éireann) was de staat die zich op 21 januari 1919 onafhankelijk verklaarde van het Verenigd Koninkrijk van Groot-Brittannië en Ierland en heel Ierland claimde. De onafhankelijkheidsverklaring vond plaats gedurende de Ierse Onafhankelijkheidsoorlog. In 1921 kwam er met het sluiten van het Anglo-Iers Verdrag een einde aan de oorlog en in 1922 werd de Ierse Vrijstaat opgericht. 
Een grote minderheid aan Ierse republikeinen was fel tegen het Verdrag (Treaty) en eiste dat er opnieuw werd onderhandeld of verder gevochten. Tegenover deze anti-Treatyites stonden de pro-Treatyites of Vrijstaters, die meenden dat het noodzakelijk was om de Republiek in de steek te laten en de Vrijstaat te accepteren. Zowel de partij Sinn Féin, die de Republiek had gesticht, als het Ierse Republikeinse Leger (IRA) dat voor haar onafhankelijkheid had gevochten, scheurden uiteen in facties voor en tegen het Verdrag en ageerden zo fel tegen elkaar, dat in juni 1922 de Ierse Burgeroorlog uitbrak. De anti-Treatyites hielden de instellingen van de Ierse Republiek intact en beweerden de enige legitieme gezagsdragers in Ierland te zijn. De oorlog eindigde echter in mei 1923 met een overwinning van de Vrijstaat.
Sindsdien is er een stroming, genaamd legitimistisch republicanisme, die nog steeds van mening is dat de Ierse Republiek legitiem was of zelfs nog steeds bestaat, 'verraden' is door de Ierse Vrijstaat, sinds 1937/1949 de huidige Republiek Ierland. Deze stroming, vooral gevolgd door anti-Verdrag-leden van Sinn Féin, overlapte met, maar was niet gelijk aan, abstentionisme (de praktijk om mee te doen aan verkiezingen, maar gewonnen zetels niet te bezetten omdat men het parlement niet erkent). Vanaf midden jaren 1920 waren er steeds minder legitimisten in het parlement van de Vrijstaat om aldaar hun ongenoegen over het Anglo-Ierse Verdrag te blijven uiten. In 1926 splitste een groep onder leiding van Éamon de Valera zich van hen af en richtte Fianna Fáil op om de Vrijstaat te accepteren, maar te proberen deze langs parlementaire weg te hervormen. De zeven overgebleven legitimisten die nog in het tweede parlement van de Ierse Republiek hadden gezeten, verklaarden op 8 december 1938 dat voortaan de Legerraad van de IRA de legitieme regering van Ierland was en weigerden de opdeling van Ierland te erkennen. 